# Коваль Віталій Борисович
Віталій Борисович Коваль (2001—2023) — український військовослужбовець, лейтенант Національної гвардії України, учасник російсько-української війни, який загинув у ході російського вторгнення в Україну. Герой України (посмертно). 

## Життєпис
Народився 30 травня 2001 року с. Ісківці Лубенського району Полтавської області. Навчався у Чутівській ЗОШ. З 2016 по 2018 здобував освіту в Кременчуцькому ліцеї з посиленою військово-фізичною підготовкою. З 2018 по 2022 навчався у Національній академії Національної Гвардії України на командно-штабному факультеті.
У 2021 році брав участь у військовому параді до 30-річчя незалежності України та був нагороджений пам'ятною відзнакою-медаллю.
Ще у військовому званні солдата (на посаді курсанта) з перших днів російського вторгнення в Україну в 2022 році став на захист Батьківщини. Офіцерське звання отримав у березні 2022 року. З липня 2022 року боронив кордони держави на Сході України. Проходив службу у лавах 2 батальйону 3-ї бригади оперативного призначення Нацгвардії України на посаді заступника командира 2 роти оперативного призначення по роботі з особовим складом.
Загинув 6 січня 2023 року під час виконання бойового завдання на південно-східній околиці міста Бахмут Донецької області.
Похований 10 січня 2023 року у Чутівській громаді на Полтавщині. На будівлі школи, у який він навчався, на його честь було встановлено меморіальну дошку.

## Нагороди
- Звання Герой України з удостоєнням ордена «Золота Зірка» (28 серпня 2023, посмертно) — за особисту мужність і героїзм, виявлені у захисті державного суверенітету та територіальної цілісності України, самовіддане служіння Українському народові[4]. Нагороду отримала з рук президента України Володимира Зеленського 29 серпня 2023 у м. Києві рідні Віталія Коваля — мати Наталія Миколаївна та дружина Світлана Вікторівна під час урочистостей з нагоди Дня пам'яті захисників України.[5]